# PBO Opleidings- en trainingscomplex
Het PBO Opleidings- en trainingscomplex is een sportpark in de Aawijk Noord te 's-Hertogenbosch. Voorheen speelde hier de voetbalvereniging OVH. Na de fusie tussen OVH en FC Den Bosch in 2000 trainen de selecties van FC Den Bosch op dit sportcomplex. Ook spelen de jeugdelftallen van FC Den Bosch hier de wedstrijden.